# Jaime Álvares Pereira de Melo
D. Jaime Álvares Pereira de Melo (Lisboa, 1 de setembro de 1684 — Lisboa, 29 de maio de 1749) foi um nobre e militar português, 3.º Duque de Cadaval, 5.º Marquês de Ferreira e 6.º Conde de Tentúgal.

## Início de vida
Nasceu em Lisboa, a 1 de setembro de 1684, sendo o terceiro filho de Nuno Álvares Pereira de Melo, 4.º Marquês de Ferreira, 5.º Conde de Tentúgal e 1.º Duque de Cadaval, do seu terceiro casamento com a princesa francesa Marguerite de Lorraine-Armagnac, filha de Louis de Lorraine, Conde d'Armagnac.
Devido à morte inesperada de seu irmão, Luís Ambrósio, em 13 de novembro de 1700, Jaime virou o herdeiro de sua casa e recebeu o título de duque, por carta de 25 de abril de 1701. Virou Familiar do Santo Ofício em 28 de janeiro de 1702, habilitando-se em 1 de dezembro deste mesmo ano pelo tribunal competente para professar na Ordem de Cristo, como cavaleiro.

## Carreira
Foi estribeiro-mor de D. Pedro II de Portugal e posteriormente, de D. João V de Portugal. Na aclamação de D. João V, em 1 de janeiro de 1707, foi o primeiro fidalgo que prestou juramento.
Em 8 de outubro de 1713, tornou-se Conselheiro de Estado e da Guerra. Também foi Presidente da Mesa da Consciência e Ordens entre 9 de setembro de 1715 até 1731.
Em 13 de fevereiro de 1739, foi nomeado mordomo-mor da rainha D. Maria Ana de Áustria. Casou-se pela segunda vez em 12 de maio de 1739, com D. Henriqueta Júlia Gabriela de Lorena, filha de Luís de Lorena, príncipe de Lambesch.
O duque mandou construir um picadeiro na casa de campo de Pedrouços, entretendo-se neste exercício em certos dias da semana, com os parentes, amigos e curiosos. Em ocasiões de festa realizavam-se naquele picadeiro brilhantes touradas, tornando-se notável a de outubro de 1740, em que foram combatentes o duque e o seu sobrinho, Fernão Teles da Silva, 4.º Marquês de Alegrete, festa em que assistiu toda a família real.

## Casamento e descendência
Os primeiros filhos de Jaime surgem de um relacionamento ilegítimo, com uma nobre D. Maria Ana Josefa de Leão Pellegrin. Em 1714 tem uma filha ilegítima, Eugénia e no ano seguinte, Ana. Em 1723, tem novamente um filho com essa relação, Francisco António. Casou com uma a cunhada viúva, filha bastarda do rei Pedro II de Portugal, Luísa de Bragança, de quem não teve geração. Casou-se pela segunda vez com Dona Henriqueta Júlia Gabriela de Lorena. Esta era filha de Luís de Lorena, membro de um ramo secundogénito da Casa de Lorena, a Casa de Guise, conhecido como Príncipe de Lambesc, e de sua mulher Joana Henriqueta Margarida de Durfort. Os dois têm:
- D. Nuno Caetano Álvares Pereira de Melo (1741–1771), que sucedeu a seu pai como 4.º Duque de Cadaval, 6.º Marquês de Ferreira e 7.º Conde de Tentúgal.
- D. Joana Caetana (1743–1745) nasceu a 9 de setembro de 1743 e morreu em 20 de setembro de 1745, com apenas 2 anos.[4]
- D. Margarida Caetana de Lorena (1745–1804), casou-se com D. Diogo José Vito de Meneses Noronha Coutinho, 5.º Marquês de Marialva e 7.º Conde de Cantanhede.
- D. Luísa Caetana de Lorena (1749–1800), casou-se com D. Manuel Carlos da Cunha e Távora, 6.º Conde de São Vicente.